# Tony Award/Bestes Theaterstück
Der Tony Award for Best Play (deutsch: Tony Award für das beste Theaterstück) ist ein US-amerikanischer Theater- und Musicalpreis, der erstmals 1947 verliehen wurde.

## Gewinner

### 1947–1949
- 1947: All My Sons (von Arthur Miller)
- 1948: Mister Roberts (von Thomas Heggen und Joshua Logan)
- 1949: Tod eines Handlungsreisenden (von Arthur Miller)

### 1950–1959
- 1950: The Cocktail Party (von T.S. Eliot)
- 1951: Die tätowierte Rose (von Tennessee Williams)
- 1952: The Fourposter (von Jan de Hartog)
- 1953: Hexenjagd von (Arthur Miller)
- 1954: The Teahouse of the August Moon (von John Patrick)
- 1955: The Desperate Hours (von Joseph Hayes)
- 1956: Das Tagebuch der Anne Frank (von Frances Goodrich und Albert Hackett)
- 1957: Eines langen Tages Reise in die Nacht (von Eugene O’Neill)
- 1958: Sunrise At Campobello (von Dore Schary)
- 1959: J.B. (von Archibald MacLeish)

### 1960–1969
- 1960: The Miracle Worker (von William Gibson)
- 1961: Beckett (von Jean Anouilh)
- 1962: A Man for All Seasons (von Robert Bolt)
- 1963: Wer hat Angst vor Virginia Woolf? (von Edward Albee)
- 1964: Luther (von John Osborne)
- 1965: The Odd Couple (von Neil Simon)
- 1965: The Subject Was Roses (von Frank Gilroy)
- 1966: Marat/Sade (von Peter Weiss)
- 1967: The Homecoming (von Harold Pinter)
- 1968: Rosencrantz and Guildenstern Are Dead (von Tom Stoppard)
- 1969: The Great White Hope (von Howard Sackler)

### 1970–1979
- 1970: Borstal Boy (von Frank McMahon)
- 1971: Sleuth (von Anthony Shaffer)
- 1972: Sticks and Bones (von David Rabe)
- 1973: That Championship Season (von Jason Anthony Miller)
- 1974: The River Niger (von Joseph A. Walker)
- 1975: Equus (von Peter Shaffer)
- 1976: Travesties (von Tom Stoppard)
- 1977: The Shadow Box (von Michael Cristofer)
- 1978: Da (von Hugh Leonard)
- 1979: The Elephant Man (von Bernard Pomerance)

### 1980–1989
- 1980: Children of a Lesser God (von Mark Medoff)
- 1981: Amadeus (von Peter Shaffer)
- 1982: The Life and Adventures of Nicholas Nickleby (von David Edgar)
- 1983: Torch Song Trilogy (von Harvey Fierstein)
- 1984: The Real Thing (von Tom Stoppard)
- 1985: Biloxi Blues (von Neil Simon)
- 1986: I'm Not Rappaport (von Herb Gardner)
- 1987: Fences (von August Wilson)
- 1988: M. Butterfly (von David Henry Hwang)
- 1989: The Heidi Chronicles (von Wendy Wasserstein)

### 1990–1999
- 1990: The Grapes of Wrath (von Frank Galati)
- 1991: Lost in Yonkers (von Neil Simon)
- 1992: Dancing at Lughnasa (von Brian Friel)
- 1993: Angels in America: Millennium Approaches (von Tony Kushner)
- 1994: Angels in America: Perestroika (von Tony Kushner)
- 1995: Love! Valour! Compassion! (von Terrence McNally)
- 1996: Master Class (von Terrence McNally)
- 1997: The Last Night of Ballyhoo (von Alfred Uhry)
- 1998: Kunst (von Yasmina Reza)
- 1999: Side Man (von Warren Leight)

### 2000–2009
- 2000: Kopenhagen (von Michael Frayn)
- 2001: Proof (von David Auburn)
- 2002: The Goat or Who Is Sylvia? (von Edward Albee)
- 2003: Take Me Out (von Richard Greenberg)
- 2004: I Am My Own Wife (von Doug Wright)
- 2005: Doubt (von John Patrick Shanley)
- 2006: The History Boys (von Alan Bennett)
- 2007: The Coast of Utopia (von Tom Stoppard)
- 2008: August: Osage County (von Tracy Letts)
- 2009: Der Gott des Gemetzels (von Yasmina Reza)

### 2010–2019
- 2010: Red (von John Logan)
- 2011: War Horse (von Nick Stafford)
- 2012: Clybourne Park (von Bruce Norris)
- 2013: Vanya and Sonia and Masha and Spike (von Christopher Durang)
- 2014: All the Way (von Robert Schenkkan)
- 2015: The Curious Incident of the Dog in the Night-Time (von Simon Stephens)
- 2016: The Humans (von Stephen Karam)
- 2017: Oslo (von J. T. Rogers)
- 2018: Harry Potter und das verwunschene Kind (von Jack Thorne)
- 2019: The Ferryman (von Jez Butterworth)

### 2020–2021
- 2020/2021: The Inheritance (von Matthew López)
- 2022: The Lehman Trilogy (von Stefano Massini)
- 2023: Leopoldstadt (von Tom Stoppard)
- 2024: Stereophonic (von David Adjmi)